# Піпекуроній
Піпекуронію бромід (англ. Pipecuronium bromide, лат. Pipecuronii bromidum) — синтетичний препарат, який відноситься до четвертинних амонієвих сполук, та є представником класу недеполяризуючих міорелаксантів тривалої дії.

## Фармакологічні властивості
Піпекуроній — синтетичний препарат, що є четвертинною амонієвою сполукою, та відноситься до класу міорелаксантів. Механізм дії препарату полягає у блокуванні нікотинових холінорецепторів кінцевої пластинки рухового нерва скелетних м'язів, унаслідок чого стимулюється релаксація м'язів, зокрема під час хірургічних операцій, що полегшує проведення інтубації трахеї. За механізмом дії рокуроній є недеполяризуючим міорелаксантом, та має швидкий початок дії та високу тривалість дії. Препарат застосовується в комплексі з іншими засобами для проведення наркозу, а саме для полегшення проведення інтубації трахеї. Антагоністами рокуронію є інгібітори холінестерази, зокрема неостигмін, піридостигмін та ендрофоній.

### Фармакокінетика
Піпекуроній після внутрішньовенного введення швидко всмоктується, максимальна дія препарату розпочинається приблизно через 1,5—5 хвилин після введення, та триває протягом 40—50 хвилин. Піпекуроній частково метаболізується у печінці, виводиться препарат із організму переважно із сечею в незміненому вигляді, так і з фекаліями. Середній період напіввиведення піпекуронію складає 121 хвилину, цей час може зростати у хворих з порушеннями функції нирок.

## Показання до застосування
Піпекуроній застосовується для релаксація м'язів під час хірургічних операцій, що полегшує проведення інтубації трахеї, та для індукції наркозу в дорослих і дітей, а також у дорослих як додатковий засіб для проведення штучної вентиляції легень.

## Побічна дія
Найчастішими побічними реакціями піпекуронію є збільшення часу тривалості нейром'язової блокади. Найважчими побічними реакціями препарату є алергічні та анафілактоїдні реакції, а також серцево-судинні ускладнення (інсульт, тромбоз, ішемія міокарда, фібриляція передсердь, екстрасистолія). Іншими побічними реакціями піпекуронію є тахікардія, артеріальна гіпотензія, пригнічення дихання, ниркова недостатність, бронхоспазм, м'язова слабкість, рідко — апное, дихальна недостатність.

## Протипокази
Піпекуроній протипоказаний при підвищеній чутливості до препарату та бромідів,та при міастенії.

## Форми випуску
Піпекуроній випускається у вигляді флаконів з ліофілізатом розчину для ін'єкцій по 4 мг.